# Chiho Hamada
Chiho Hamada (jap. 浜田 千穂, Hamada Chiho; * 17. November 1992) ist eine japanische Ringerin. Sie wurde 2014 Weltmeisterin in der Gewichtsklasse bis 55 kg Körpergewicht.

## Werdegang
Chiho Hamada begann als Jugendliche 1999 mit dem Ringen. Sie ist Studentin an der NSSU (Nippon Sports Sciences University) und wird von Shingo Matsumoto trainiert. Sie gewann von 2006 bis 2012 insgesamt fünfmal die asiatische Juniorenmeisterschaft (Cadets u. Juniors) in verschiedenen Gewichtsklassen. 2012 wurde sie in Pattaya in der Gewichtsklasse bis 59 kg auch Junioren-Weltmeisterin vor Hafize Sahin, Türkei, Feng Jiamin, China und Oksana Herhel, Ukraine.
Im Oktober 2012 startete sie bei der Universitäten-Weltmeisterschaft in Kuortane/Finnland in der Gewichtsklasse bis 55 kg, kam dort aber nur auf den 10. Platz. Im Dezember 2012 wurde sie in der gleichen Gewichtsklasse japanische Vizemeisterin, wobei sie im Endkampf gegen Kanako Murata nur hauchdünn unterlag (1:2 Runden, 3:3 Punkte, letzte Wertung für Murata). Auch im Jahre 2013 wurde sie in der Gewichtsklasse japanische Vizemeisterin, wobei sie im Finale gegen die erfolgreichste Ringerin,  die es je auf der Welt gab, Saori Yoshida nach Punkten verlor (0:2 Runden, 1:4 Punkte).
Im März 2014 stand sie gemeinsam mit Kanako Murata beim Mannschafts-Welt-Cup in Tokio in der japanischen Mannschaft. Sie wurde dabei in der Gewichtsklasse bis 55 kg zweimal eingesetzt und besiegte dabei Kelsey Campbell aus den Vereinigten Staaten und Emese Barka aus Ungarn. Im Finale, das Japan mit 8:0 gegen Russland gewann, rang Kanako Murata. Bei der Asienmeisterschaft in Almaty war Chiho Hamada in der Gewichtsklasse bis 55 kg am Start, enttäuschte dort aber, denn nach einem Sieg über Seo Shiphi, Indien unterlag sie gegen Guan Yajing aus China, schied damit aus und kam nur auf den 7. Platz. Im Juli 2014 gelang es ihr aber in Pécs/Ungarn in der gleichen Gewichtsklasse Studenten-Weltmeisterin zu werden, wobei sie im Finale die Russin Irina Ologonowa besiegte. Im September 2014 wurde Chiho Hamada in Taschkent erstmals Weltmeisterin in der Gewichtsklasse bis 55 kg Körpergewicht. Sie wurde damit Nachfolgerin ihrer Landsfrau Saori Yoshida, die bisher in dieser Gewichtsklasse dreimal Olympiasiegerin und elfmal Weltmeisterin war. Saori Yoshida startete bei der Weltmeisterschaft 2014 in der neuen Gewichtsklasse bis 53 kg Körpergewicht. Chiho Hamada besiegte auf dem Weg zu ihrem Erfolge Katarzyna Krawczyk, Polen, Giullia Rodrigues, Brasilien, Helen Maroulis, USA und Irina Ologonowa.
Im März 2015 stand Chiho Hamada in der japanischen Mannschaft, die in St. Petersburg den Mannschafts-Welt-Cup gewann. In der Gewichtsklasse bis 53 kg besiegte sie dabei Roksana Zasina, Polen, Whitney Conder, Vereinigte Staaten, Anschela Dorogan, Aserbaidschan und im Endkampf auch Maria Gurowa, Russland.
Danach riss jedoch ihre Erfolgsserie, denn sie konnte sich weder für die Teilnahme an der Weltmeisterschaft 2015, noch für die Teilnahme an den Olympischen Spielen 2016 in Rio de Janeiro qualifizieren. Im Dezember 2016 wurde sie japanische Vizemeisterin in der Gewichtsklasse bis 58 kg. Im Finale verlor sie dabei gegen Risako Kawai.
2017 konnte Chiho Hamada verletzungsbedingt lange nicht starten. Sie nahm erst an den japanischen Meisterschaft im Dezember 2017 wieder teil und belegte in der Gewichtsklasse bis 57 kg hinter Katsuki Sakagami und vor Akie Hanai und Sae Nanjo den 2. Platz.

## Internationale Erfolge
| Jahr | Platz | Wettbewerb                                             | Gewichtsklasse | Ergebnisse |
| 2006 | 1.    | Asiatische Juniorenmeisterschaft (Cadets) in Bangkok   | bis 43 kg      | vor Priyanka Singh, Indien und Nguyen Thi Minh, Vietnam                                                                            |
| 2008 | 1.    | Asiatische Juniorenmeisterschaft (Cadets) in Taschkent | bis 52 kg      | vor Gulshaharat Talasowa, Kasachstan und Nilufar Gadajewa, Usbekistan                                                              |
| 2010 | 2.    | Klippan-Lady-Open                                      | bis 55 kg      | hinter Tatjana Padilla, vor Helen Maroulis und Trinnity Plessinger, alle USA                                                       |
| 2010 | 1.    | Asiatische Juniorenmeisterschaft in Huangshau/China    | bis 55 kg      | vor Duong Thi Lan, Vietnam und Lilja Schkirowa, Usbekistan                                                                         |
| 2011 | 1.    | Asiatische Juniorenmeisterschaft in Jakarta            | bis 55 kg      | vor Dhanda Pooja, Indien, Batbaataryn Nomin-Erdene, Mongolei und Kim Kyeong-eun, Südkorea                                          |
| 2012 | 1.    | Asiatische Juniorenmeisterschaft in Almaty             | bis 55 kg      | vor Duong Thi Lan, Kim Kyeong-eun und Ritu, Indien                                                                                 |
| 2012 | 1.    | Junioren-WM in Pattaya                                 | bis 59 kg      | vor Hafize Sahin, Türkei, Feng Jiamin, China und Oksana Herhel, Ukraine                                                            |
| 2012 | 10.   | Universitäten-WM in Kuortane/Finnland                  | bis 55 kg      | Siegerin: Irina Husjak, Ukraine vor Mariana Esanu, Moldawien                                                                       |
| 2013 | 3.    | Welt-Cup in Ulan-Bator                                 | bis 55 kg      | hinter Helen Maroulis und Sündewiin Bjambatseren, Mongolei, gemeinsam mit Babita Kumari, Indien                                    |
| 2014 | 7.    | Asienmeisterschaft in Almaty                           | bis 55 kg      | nach einem Sieg über Seo Shiphi, Indien und einer Niederlage gegen Guan Yajing, China                                              |
| 2014 | 1.    | Universitäten-WM in Pécs/Ungarn                        | bis 55 kg      | vor Irina Ologonowa, Russland, Samantha Stewart, Kanada und Tatjana Kit, Ukraine                                                   |
| 2014 | 1.    | Golden-Grand-Prix in Baku                              | bis 55 kg      | vor Pürewdordschiin Orchon, Mongolei, Helen Maroulis, USA und Katarina Hanchar-Januschkewitsch, Weißrussland                       |
| 2014 | 1.    | WM in Taschkent                                        | bis 55 kg      | nach Siegen über Katarzyna Krawczyk, Polen, Giulla Rodrigues, Brasilien, Helen Maroulis, USA und Irina Ologonowa                   |
| 2016 | 2.    | "Iwan-Yarigin"-Grand-Prix in Krasnojarsk               | bis 53 kg      | hinter Ljubow Salnikowa, Russland, vor Maria Gurowa, Russland und Sumiya Erdenechimeg, Mongolei                                    |
| 2016 | 5.    | Golden-Grand-Prix in Baku                              | bis 58 kg      | hinter Grace Jacob Bullen, Norwegen, Jaquelin Estornell Elizastique, Kuba, Zhou Zhangting, China und Veronika Schumikowa, Russland |

## Nationale Meisterschaften und Turniere
(nur Seniorenbereich)
| Jahr | Platz | Wettbewerb               | Gewichtsklasse | Ergebnisse                                                      |
| 2012 | 2.    | Japanische Meisterschaft | bis 55 kg      | hinter Kanako Murata, vor Risako Kawai und Katsumi Sakagami     |
| 2013 | 2.    | Japanische Meisterschaft | bis 55 kg      | hinter Saori Yoshida, vor Kanako Murata und Yuki Ikegami        |
| 2014 | 1.    | Meiji-Cup in Tokio       | bis 55 kg      | vor Hikari Sugawara, Anri Kimura und Yuki Kegame                |
| 2014 | 2.    | Japanische Meisterschaft | bis 53 kg      | hinter Saori Yoshida, vor Nanami Irie und Mayu Mukaida          |
| 2015 | 3.    | Japanische Meisterschaft | bis 55 kg      | hinter Saori Yoshida und Hikari Sugawara                        |
| 2016 | 2.    | Japanische Meisterschaft | bis 58 kg      | hinter Risako Kawai                                             |
| 2017 | 2.    | Japanische Meisterschaft | bis 57 kg      | hinter Katsuki Sakagami, vor Akie Hanai und Sae Nanjo           |
| 2018 | 3.    | Meiji-Cup in Tokio       | bis 57 kg      | hinter Katsuki Sakagami und Akie Hanai, gemeinsam mit Sae Nanjo |

Erläuterungen
- alle Wettbewerbe im freien Stil
- WM = Weltmeisterschaft
- beim Meiji-Cup handelt es sich nicht um die japanische Meisterschaft, die immer im Dezember eines Jahres stattfindet. Der Meiji-Cup ist ein Einladungsturnier, das immer im Juni eines Jahres stattfindet und bei dem die vier besten Ringer bzw. Ringerinnen der vorhergehenden japanischen Meisterschaft startberechtigt sind. Die Sieger beim Meiji-Cup vertreten in der Regel die japanischen Farben bei der Weltmeisterschaft bzw. ggfs. bei den Olympischen Spielen